# Charlie Pasarell
Charles M. (Charlie) Pasarell (San Juan (Puerto Rico), 12 februari 1944) is een voormalig professioneel tennisser, geboren in Puerto Rico, die uitkwam voor de Verenigde Staten.

## Spelerscarrière
Als tiener won hij onder meer de Orange Bowl in 1959. Hij studeerde aan de Universiteit van Californië - Los Angeles waar hij in 1965 NCAA-kampioen werd in enkel- en dubbelspel, een jaar na zijn vriend en ploegmaat Arthur Ashe.
Hij was beroepstennisser van 1968 tot 1979, en was vooral succesvol in het dubbelspel. Hij behaalde vijf titels in dubbel. Hij stond viermaal in de herendubbelfinale van een Grandslamtoernooi: in 1965 op de Amerikaanse kampioenschappen aan de zijde van Frank Froehling en in 1969 met Dennis Ralston; in 1970 op Roland Garros met Arthur Ashe en in 1977 op de Australian Open met Erik van Dillen. Hij kon echter geen van deze finales winnen.
Zijn beste resultaat in het enkelspel op Grandslamtoernooien was de kwartfinale op de Amerikaanse kampioenschappen in 1965 en op Wimbledon in 1976.
Hij speelde Davis Cup voor de Verenigde Staten in 1966, 1967, 1968 en 1974.

## Latere carrière
Na zijn spelerscarrière hield hij zich bezig met het management van de tennissport. Hij was medestichter van de ATP en lid van de Board of Directors van de ATP van 1978 tot 1982; in 1980 werd hij vicepresident van de ATP. Hij werd in 1981 toernooidirecteur van het ATP-toernooi van Indian Wells, dat toen nog het toernooi van La Quinta was. In 1985 vormden Pasarell en de Zuid-Afrikaanse ex-tennisspeler Raymond Moore PM Sports Management, dat eigenaar werd van het toernooi en het tennisterrein in Indian Wells. Eind 2009 verkochten ze het aan Larry Ellison van Oracle Corporation. In 2012 keerde Pasarell terug naar Puerto Rico waar hij en zijn broer Stanley een golfbaan met resort ontwikkelden, Royal Isabela. Raymond Moore werd toen de directeur van het toernooi van Indian Wells.
In 2013 werd hij opgenomen in de internationale Tennis Hall of Fame.

## Prestatietabel grandslamtoernooien
| Legenda | Legenda                          |
| ------- | -------------------------------- |
| g.t.    | geen toernooi gehouden           |
| l.c.    | lagere categorie                 |
| –       | niet deelgenomen                 |
| G       | uitgeschakeld in de groepsfase   |
| 1R      | uitgeschakeld in de eerste ronde |
| 2R      | uitgeschakeld in de tweede ronde |
| 3R      | uitgeschakeld in de derde ronde  |
| 4R      | uitgeschakeld in de vierde ronde |
| KF      | uitgeschakeld in de kwartfinale  |
| HF      | uitgeschakeld in de halve finale |
| F       | de finale verloren               |
| W       | het toernooi gewonnen            |
| w-v     | winst/verlies-balans             |

### Enkelspel
| Toernooi        | 1953 |    | 1960 | 1961 | 1962 | 1963 | 1964 | 1965 | 1966 | 1967 | 1968 | 1969 | 1970 | 1971 | 1972 | 1973 | 1974 | 1975 | 1976 | 1977 | 1977 | 1978 | 1979 |
| --------------- | ---- | -- | ---- | ---- | ---- | ---- | ---- | ---- | ---- | ---- | ---- | ---- | ---- | ---- | ---- | ---- | ---- | ---- | ---- | ---- | ---- | ---- | ---- |
| Australian Open | –    | –  | –    | –    | –    | –    | –    | –    | –    | –    | –    | –    | 2R   | –    | –    | –    | –    | 3R   | 3R   | –    | –    | –    |      |
| Roland Garros   | –    | –  | –    | –    | –    | –    | –    | –    | –    | –    | 1R   | 2R   | 1R   | –    | 3R   | 2R   | –    | 2R   | –    | –    | –    | –    |      |
| Wimbledon       | –    | –  | –    | –    | 2R   | 1R   | 1R   | 3R   | 4R   | 2R   | 1R   | 3R   | 2R   | –    | –    | 2R   | 3R   | KF   | 2R   | 2R   | –    | 1R   |      |
| US Open         | 1R   | 1R | 2R   | 3R   | 3R   | 3R   | KF   | –    | 3R   | 3R   | 2R   | 3R   | 1R   | 3R   | 3R   | 3R   | 3R   | 1R   | 1R   | 1R   | 1R   | 1R   |      |